# Suwallia teleckojensis
Suwallia teleckojensis är en bäcksländeart som först beskrevs av Šámal 1939.  Suwallia teleckojensis ingår i släktet Suwallia och familjen blekbäcksländor. Inga underarter finns listade i Catalogue of Life.